# Das Mädchen mit den Feuerzeugen
Das Mädchen mit den Feuerzeugen è un film del 1987 diretto da Ralf Huettner.